# Festival Medieval d'Elx
El Festival Medieval d'Elx és un certamen que se celebra anualment a la ciutat d'Elx, Baix Vinalopó (País Valencià), entre els mesos d'octubre i novembre. El festival combina espectacles de carrer i de sala, de música i teatre, de temàtica medieval. Entre les activitats que es realitzen estan concerts de música medieval, obres de teatre, actuacions, joglars de diferents procedències, espectacles sobre el Quixot i el Tirant lo Blanc, espectacles de màgia de druides, joglars, cercaviles, mercats ambulants medievals, cicles de cinema, tallers, etc.